# 道の駅くるら戸田
道の駅くるら戸田（みちのえき くるらへだ）は、静岡県沼津市にある静岡県道18号修善寺戸田線の道の駅である。

## 概要
2015年（平成27年）4月1日にオープンした。
正式名称は「戸田地域活性化センター・道の駅くるら戸田」
なお屋外トイレについては、オープン前の同年3月23日夜に同トイレ（女子用）で火災が発生し、この影響のためか使用不可となっていたが同年6月に改修工事が行われ現在は24時間開放されている。施設内には市役所の出張所としての「市民窓口事務所」、市内の高齢者が利用できる「高齢者交流ルーム」（事前登録制）、日帰り温泉施設「戸田温泉壱の湯」、市民が利用できる「体験調理室」、「加工調理室」が併設されている。
施設内には地域の産品を中心とした「売店コーナー」や飲食スペースの「軽食コーナー」、地域の情報が取得できる「交流ロビー」、戸田地区連合自治会が運営する自治会館「戸田地区センター」が設けられた複合施設である。

## 沿革
- 2014年（平成26年）10月10日 - 道の駅に登録される[1]。
- 2015年（平成27年）1月30日 - 伊豆道の駅ネットワークとして近隣の道の駅8駅とともに「伊豆半島の特色ある「道の駅」が連携しブランド化」を理由に重点道の駅に選定される[2]。

## 施設
- 駐車場 [3]
  - 小型車 42台
  - 大型車 3台
  - 身体障害者用 2台
- トイレ（）内は、屋外トイレ　屋外トイレは24時間使用可
  - 男性 小3器（4器）・大2器（2器）
  - 女性 3器（4器）
  - 身体障害者用 １階1器　２階1器（1器）
- 売店コーナー（10:00 - 18:00）
- 軽食コーナー（10:00 - 18:00）
- 歴史文化情報展示室（9:00 - 21:00）
- 加工調理室（9:00 - 20:00）※事前予約制
- 屋外テラス（9:00 - 18:00）
- 日帰り温泉施設「戸田温泉壱の湯」（10:00 - 21:00）
- 足湯（9:00 - 18:00）季節により変動あり
- 道路情報コーナー
- 交流ロビー（8:15 - 22:00）
- 市民窓口事務所（8:30 - 17:15）
- 戸田地区センター（9:00 - 21:00）月曜休館

### 管理団体
- 沼津市
- 呉竹荘&サン共同事業体（指定管理者）[4][5]

## 休館日
- 年中無休

## アクセス
- 静岡県道18号修善寺戸田線

## 周辺
- 戸田温泉
- 沼津市役所戸田庁舎
- 戸田漁港